# Calling (Geri Halliwell)
Calling è il terzo e ultimo singolo estratto dal secondo album della cantante pop britannica Geri Halliwell, Scream If You Wanna Go Faster.
Pubblicata il 26 novembre 2001 dall'etichetta discografica EMI, la canzone ha raggiunto la posizione numero sette della classifica britannica. La cantante si disse insoddisfatta e dispiaciuta per il risultato della pubblicazione, poiché si aspettava una posizione nettamente superiore e riteneva che fosse la canzone più bella tra quelle contenute nell'album d'estrazione. A causa degli scarsi risultati di questo singolo, pubblicato anche in versione francese con il titolo Au Nom De L'Amour, fu abbandonata la promozione dell'album.

## Tracce e formati
UK & Europe CD1

(Pubblicato il 26 novembre 2001)
1. "Calling" - 4:25
2. "Getting Better" - 3:07
3. "Destiny" - 4:29
4. "Calling" Enhanced Video

UK & Europe CD2

(Pubblicato il 26 novembre 2001)
1. "Calling" - 4:25
2. "Calling" [WIP "Coeur De Lion" Edit] - 3:45
3. "Calling" [Metro 7" Mix] - 3:43
4. "Calling" [Mauve's Factor 25 Mix Edit] - 3:50
5. "Calling" [Mareeko Remix Edit] - 3:58

European 2-Track CD Single

(Pubblicato il 26 novembre 2001)
1. "Calling" - 4:25
2. "Getting Better" - 3:07

French CD Single

(Pubblicato il 13 novembre 2001)
1. "Au Nom De L'Amour" - 4:21
2. "Calling" - 4:25

## Classifiche
| Paese             | Posizione massima |
| ----------------- | ----------------- |
| Belgio (Fiandre)  | 3                 |
| Regno Unito       | 7                 |
| Belgio (Vallonia) | 11                |
| Svizzera          | 21                |
| Francia           | 22                |
| Italia            | 26                |
| Austria           | 28                |